# HD 32518
Étoile à grand mouvement propre (d)
Source de proche infrarouge (d)
HD 32518 est une étoile avec une exoplanète en orbite dans la constellation de la Girafe. Sa magnitude apparente est de 6,42, ce qui la place près de la limite de visibilité à l'œil nu. Situé à 397 années-lumière d'après des mesures de la parallaxe, il recule avec une vitesse radiale héliocentrique de −7,02  km/s.
HD 32518 a un type spectral de K1 III, indiquant qu'il s'agit d'une étoile géante orange qui a évolué à partir de la séquence principale. Situé à l'extrémité froide du red clump, l'objet se trouve actuellement sur la branche horizontale. Cela indique qu'il génère de l'énergie par la réaction triple alpha au niveau du noyau. Elle a 1,2 fois la masse du Soleil mais s'est étendu jusqu'à un rayon de 10,8 R☉. Elle brille à 46,4 fois la luminosité du Soleil depuis sa photosphère agrandie à une température effective de 4 731 K, lui donnant une lueur orange jaunâtre. HD 32518 est plus âgée que le Soleil avec un âge de 6,4 milliards d'années et tourne lentement avec une vitesse de rotation projetée de 1,2 km/s-1. Cependant, ce montant est mal contraint. Quant à sa métallicité, les études la situent autour du niveau solaire.

## Système planétaire
En août 2009, un groupe d'astromètres a découvert une exoplanète super-jovienne en orbite autour de l'étoile géante grâce à la méthode des vitesses radiales.
Pour le 100e anniversaire de l'UAI, HD 32518 et la planète HD 32518 b (en), les campagnes NameExoWorlds pour l'Allemagne ont été sélectionnées. Le nom approuvé de l'étoile HD 32518 est Mago, du nom du parc national de Mago en Éthiopie, connu pour ses girafes. Le nom a été suggéré par des élèves d'un cours de physique au Max-Born-Gymnasium de Neckargemünd,,.
| Planète | Masse            | Demi-grand axe (ua) | Période orbitale (jours) | Excentricité | Inclinaison | Rayon |
| ------- | ---------------- | ------------------- | ------------------------ | ------------ | ----------- | ----- |
| b (en)  | ≥ 3,04 ± 0,69 MJ | 0,59 ± 0,03         | 157,54 ± 0,38            | 0,01 ± 0,03  |             |       |